# LORAN

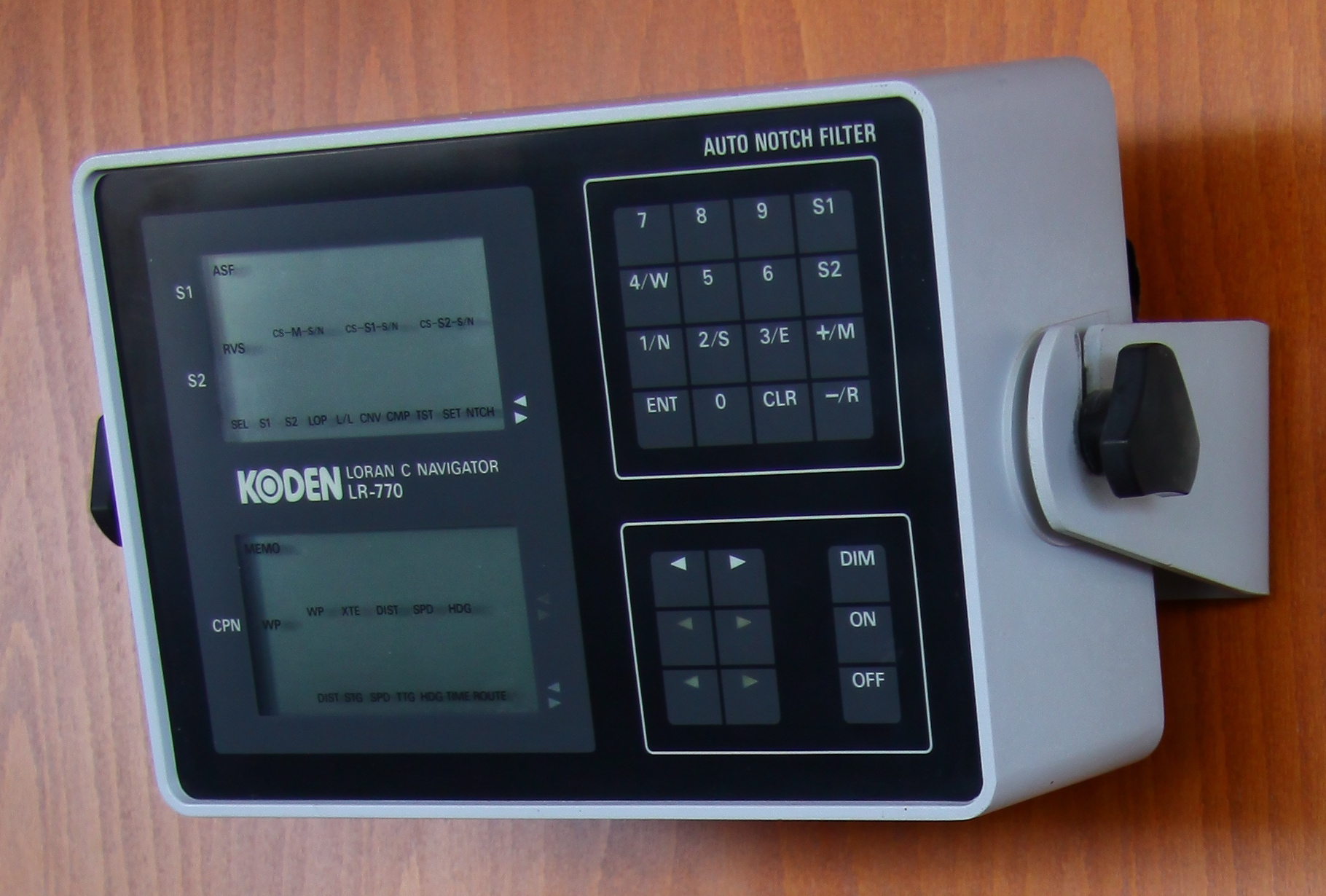
Приймач системи LORAN-C, призначений для комерційних суден.

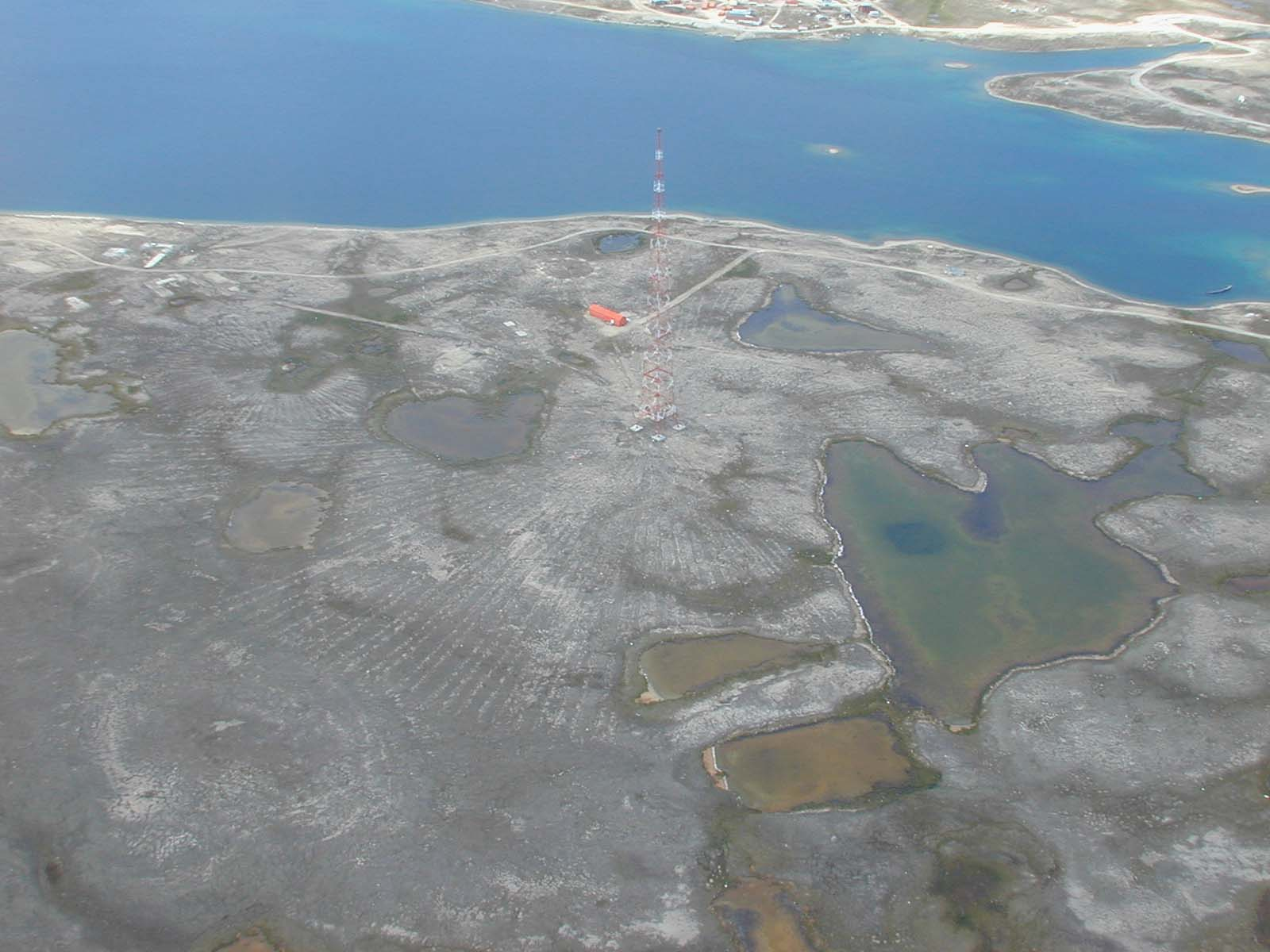
Передавач системи LORAN-C в затоці Кембридж, Канада (висота 189 м).

LORAN (англ. LOng RAnge Navigation) — низькочастотна міжнародна радіонавігаційна система наземного базування, призначена для визначення місця розташування приймача, що використовувалася в період з початку Другої світової війни до 1 серпня 2010 року.
Остання версія системи мала назву LORAN-C та працювала на частотах від 90 до 110 КГц. Системою користувалося багато країн, включаючи США, Японію і країни Європи. В 1958 році в СРСР була розроблена аналогічна система Чайка («мартин»), якою все ще (станом на серпень 2010 року) користується Росія.
Після запуску системи GPS, LORAN почала втрачати значення і використовувалася переважно як додаткова, незважаючи на кілька спроб знов популяризувати її як альтернативу супутниковим системам навігації. Починаючи з 2010 року, США та Канада припинили підтримку передавачів LORAN, через що система фактично припинила існування.